# Ulica Katedralna w Częstochowie
Ulica Katedralna – jedna z zabytkowych ulic w Częstochowie, położona na Starym Mieście, pomiędzy ulicami Piłsudskiego i Krakowską.
Numeracja budynków zaczyna się od placu na rogu z ul. Krakowską, przy katedrze, od której nazwano ulicę.
Początkowo stanowiła główny trakt łączący Starą Częstochowę z Jasną Górą, z tym że biegła na wprost przez pola do obecnej ul. 3 Maja. Po wytyczeniu w 1818 r. Alej straciła na znaczeniu i na długości na ich rzecz. Wtedy też zaczęła powstawać przy niej zabudowa kamienicowa. W 1845 r. jej przebieg został dodatkowo zmieniony z powodu budowy wykopu dla Kolei Warszawsko-Wiedeńskiej i ulicy Dojazd.
Przed odzyskaniem niepodległości ulica nosiła nazwę Mikołajewskiej, po I wojnie ulicę podzielono na dwie, Katedralną i Strażacką. W latach 1927–1930 przy ul. działał Katedralnej 13 Teatr Rozmaitości, zamknięty z powodu budowy teatru przy ul. Kilińskiego.

## Galeria

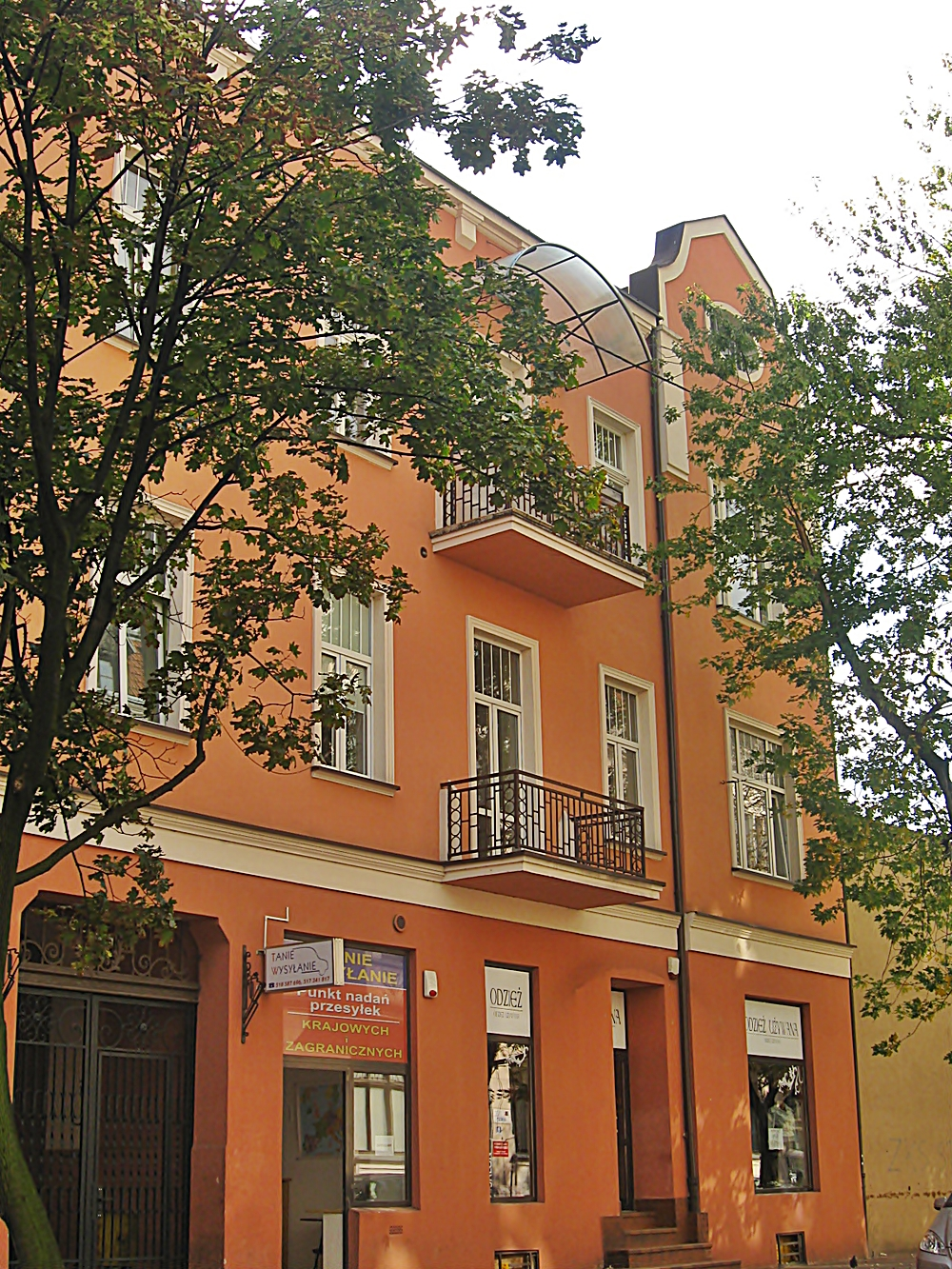
Zabytkowa kamienica z nr 7
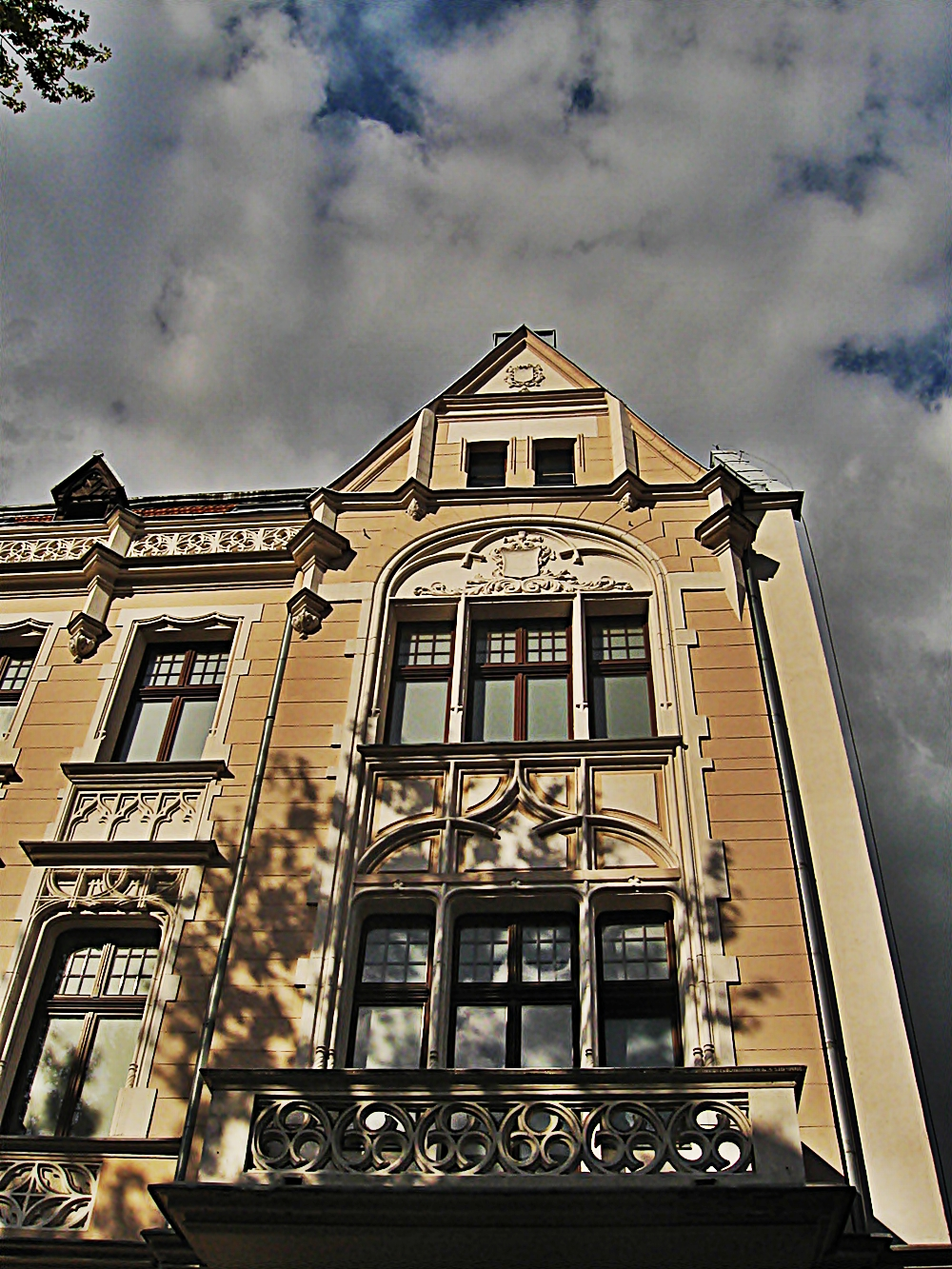
Zabytkowa kamienica z nr 8